# 象戯図式
『象戯図式』（しょうぎずしき）は、江戸時代に発行された古将棋の解説書である。
初代・伊藤宗看により江戸幕府に献上されたことが始まりである。現存のものは筆写本であり、正確な筆写年代は不明である。
- 将棋（小象戯・図は略されている）
- 中将棋（中象戯）
- 大将棋（太象戯）
- 天竺大将棋（天竺大将基）
- 大大将棋（太太象戯）
- 摩訶大大将棋（摩太大象戯、摩訶太太象戯）[1]
- 泰将棋（大象戯）

の初期配置図および駒の動き方のほか、
- 和将棋
- 唐将棋（9×9マス）
- 七国将棋
- 廣将棋
- 大局将棋

について言及されている。
現在は同書の一部が収録されている『ものと人間の文化史23 将棋』（増川宏一・法政大学出版局）が入手可能である。ここに収録されている『象戯図式』は松浦大六筆写の1909年のものとなっている。

## 参考資料
- 『ものと人間の文化史23 将棋』増川宏一・法政大学出版局・1977年・ISBN 4588202316